# Rogen
Rogen est un lac situé dans les Alpes scandinaves, principalement dans la province suédoise d'Härjedalen, mais avec une petite partie en Norvège. Le lac constitue la source de la rivière Klarälven, qui s'écoule depuis le lac sous le nom de Röa en direction de la Norvège, où elle rejoint le lac Femunden. La partie suédoise du lac est protégée dans la réserve naturelle de Rogen, qui devrait devenir un parc national dans les années à venir, tandis que la partie norvégienne est située dans le parc national de Femundsmarka.
Le lac a donné son nom aux moraines de Rogen, qui y sont particulièrement notables. Ces moraines sont courantes en Scandinavie et en Amérique du Nord, et se traduisent par des crêtes parallèles espacées de dépressions. Dans le paysage de Rogen, cela se traduit par des rangées boisées espacées de petits lacs.